# Blythewood
Blythewood é uma cidade  localizada no estado norte-americano de Carolina do Sul, no Condado de Fairfield e Condado de Richland.

## Demografia
Segundo o censo norte-americano de 2000, a sua população era de 170 habitantes. 
Em 2006, foi estimada uma população de 1208, um aumento de 1038 (610.6%).

## Geografia
De acordo com o United States Census Bureau tem uma área de 
8,4 km², dos quais 8,2 km² cobertos por terra e 0,2 km² cobertos por água. Blythewood localiza-se a aproximadamente 152 m acima do nível do mar.

## Localidades na vizinhança
O diagrama seguinte representa as localidades num raio de 20 km ao redor de Blythewood. 